# Mériamon (fils de Ramsès III)
Pour les articles homonymes, voir Mériamon.
Mériamon, ou Méry-Amon, est un prince égyptien, qui a vécu pendant la XXe dynastie. Il était le fils de Ramsès III.

## Généalogie
Mériamon est un des fils de Ramsès III. Toutefois, le nom de sa mère n'est pas connu avec certitude. Kenneth Anderson Kitchen a proposé la reine Iset tandis que Christian Leblanc a proposé la reine Tyti.

## Biographie
Également connu sous le nom de Ramsès-Mériamon, il est né dans la seconde moitié du règne de Ramsès III. Il est attesté sur la liste des princes qui est figurée dans le grand temple dynastique de Médinet Habou .
Comme ses frères, il porte le nom d'un des fils de Ramsès II, mais le peu d'indices découverts le concernant ne permettent pas de savoir si l'imitation est allée au-delà de l'homonymie et si comme pour les cas de ses frères Khâemouaset et Mériatoum, il épousa la même carrière que son exemple de la XIXe dynastie.
Les textes retrouvés à Deir el-Médineh attestent qu'une sépulture lui a été commandée aux artisans de la tombe, les ouvriers qui étaient alors chargés du creusement et de la décoration des hypogées princiers et royaux. Cette tombe n'a pas encore été identifiée à ce jour et est probablement à rechercher dans la vallée des reines où la plupart des frères de Mériamon ont été enterrés .

## Sépulture
Prince royal, il bénéficie d'une sépulture spécifique dans la vallée des Reines, référencée QV53.